# Аполлонов, Александр Алексеевич
Алекса́ндр Алексе́евич Аполло́нов (11 августа 1947, Фрунзе, Киргизская ССР — 11 июня 2017, Новороссийск, Краснодарский край) — российский скульптор, Заслуженный художник Российской Федерации (1994). Член-корреспондент Российской академии художеств. Заслуженный художник Кубани.

## Биография
В 1974 году окончил факультет скульптуры Московского государственного художественного института им. В. И. Сурикова.
В 1994 году Александр Аполлонов был удостоен звания Заслуженный художник Российской Федерации.
Погиб 11 июня 2017 года в ДТП.

## Известные работы
- 1988 — Памятник Евдокии Бершанской в Краснодаре[3];
- 1996 — Бюст Г. К. Жукову в Краснодаре;
- 1998 — Памятник «Сынам Кубани, павшим в Афганистане»;
- 1999 — Обелиск в честь двухсотлетия Кубанского казачьего войска в Краснодаре (реконструкция)[4];
- 2005 — Памятник Кубанскому казачеству в Краснодаре;
- 2006 — Памятник Екатерине II в Краснодаре (реконструкция);
- 2007 — Стела «Морская слава России». Новороссийск;
- 2009 — Бюст великого князя Михаила Николаевича в посёлке Победа Майкопского района Республики Адыгея;
- 2011 — Бюст Василия Маргелова в Ростове-на-Дону[5];
- 2011 — Бюст Ивана Гудовича в Анапе;
- 2012 — Бюст Императора Александра II Освободителя в Туле[6][7];
- 2012 — Бюст Павла Нахимова в Москве;
- 2012 — Памятник генералу А. Н. Сеславину во Ржеве;
- 2013 — Копия бюста великого князя Михаила Николаевича в Санкт-Петербурге[8];
- 2014 — Памятник Александру I в селе Паниковец Задонского района Липецкой области[9];
- 2016 — Памятник-бюст Рихарду Зорге в сквере Славы в Казани;
- 2016 — Памятник-бюст Мусе Джалилю в Казани;
- 2017 — Бюст Ивана Грозного в селе Ирково Александровского района Владимирской области:

Памятник Евдокии Бершанской в Краснодаре
Бюст маршала Г. К. Жукова в Краснодаре
Памятник воинам, павшим в Афганистане
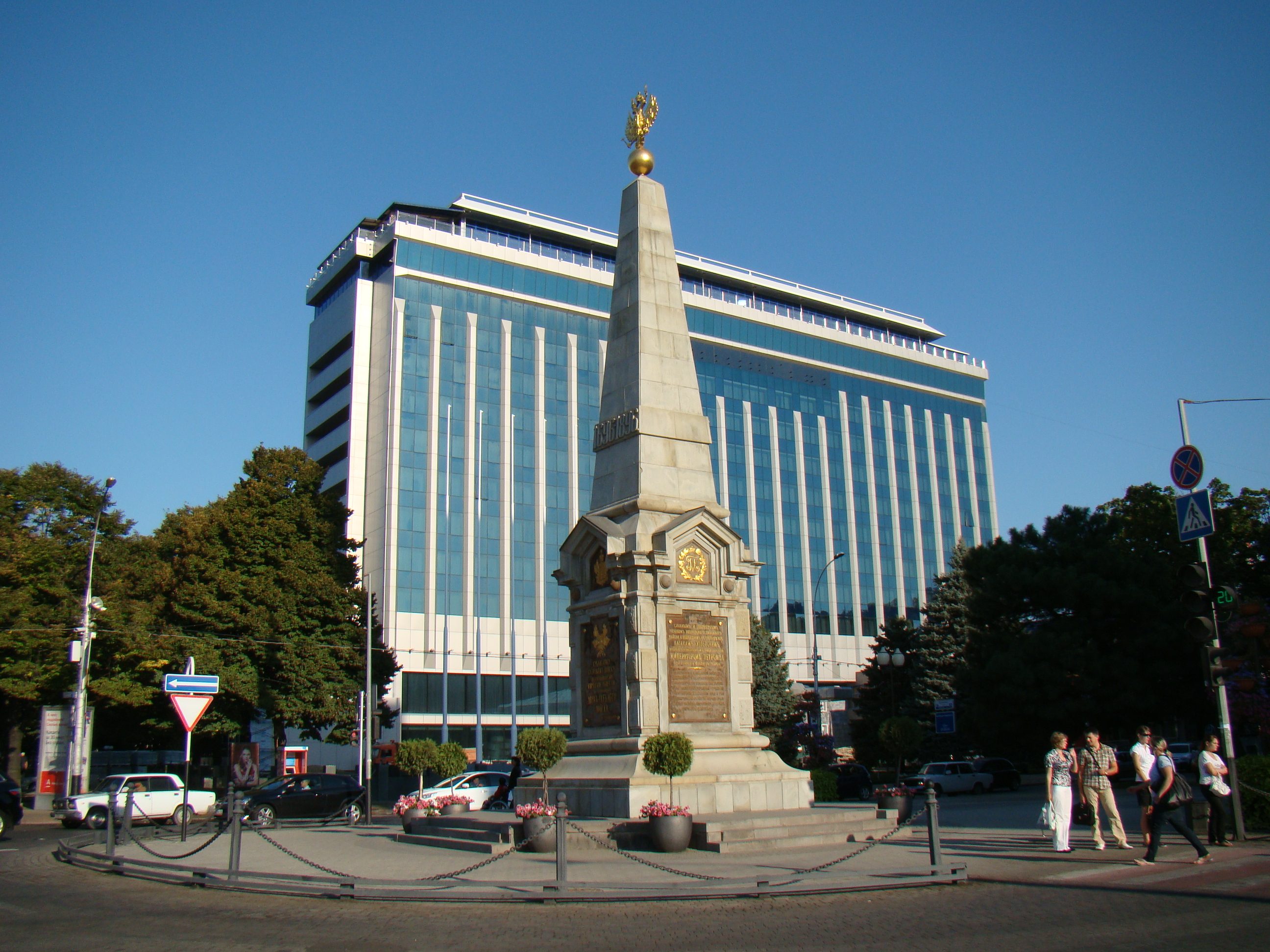
Обелиск в честь двухсотлетия Кубанского казачьего войска
Памятник Кубанскому казачеству в Краснодаре
Памятник императрице Екатерине II в Краснодаре
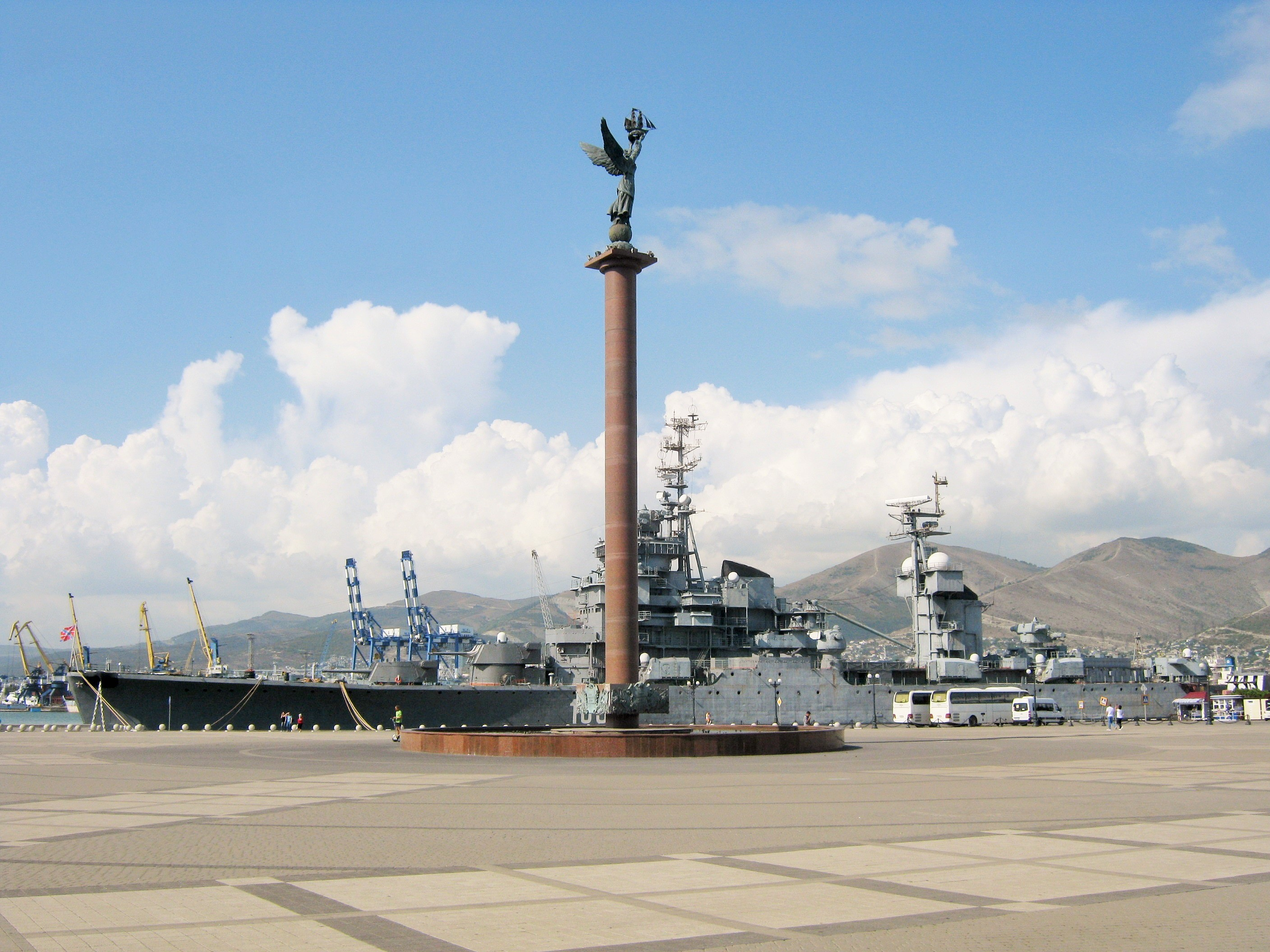
Стела «Морская слава России» в Новороссийске
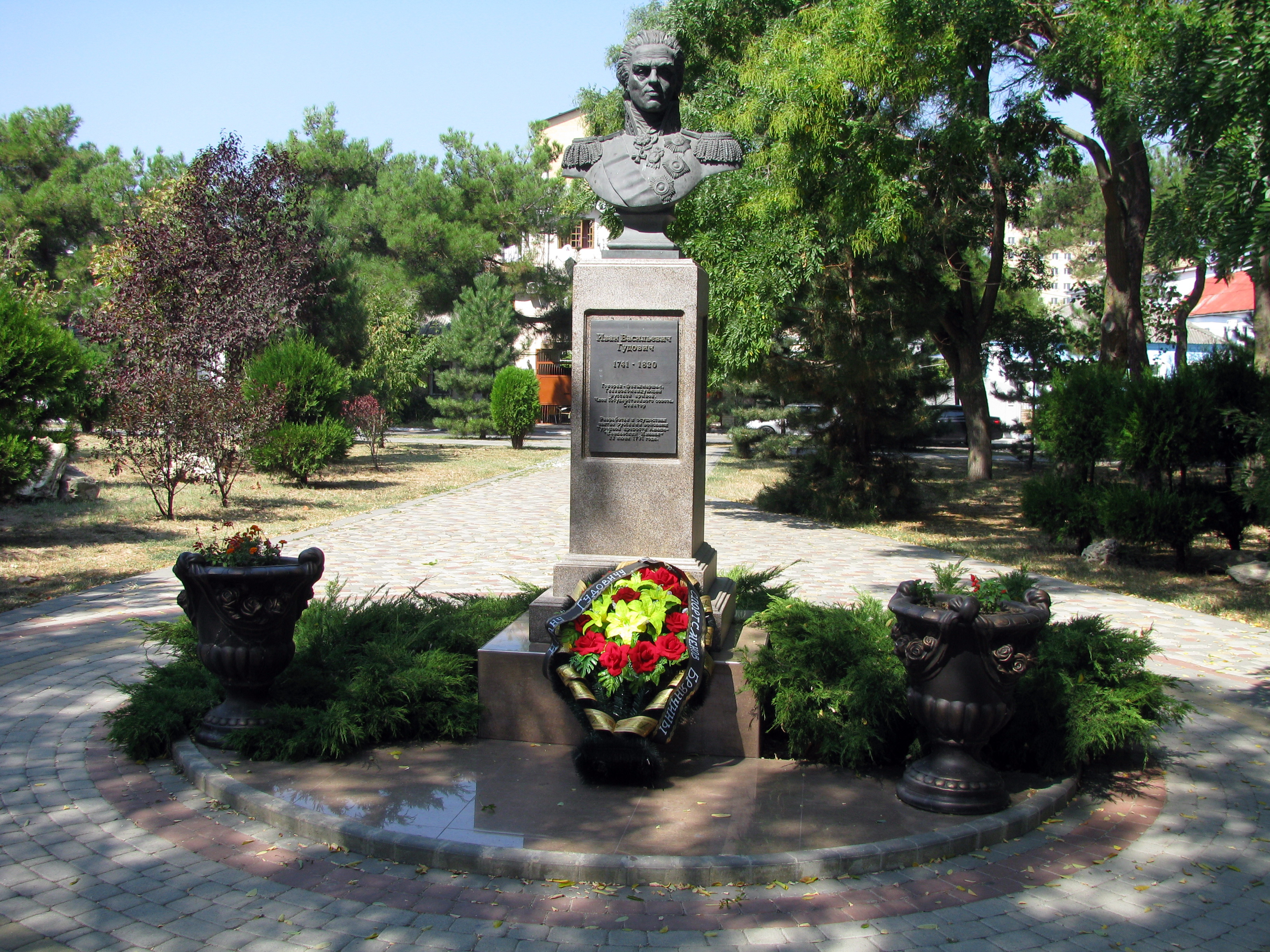
Памятник Ивану Гудовичу в Анапе
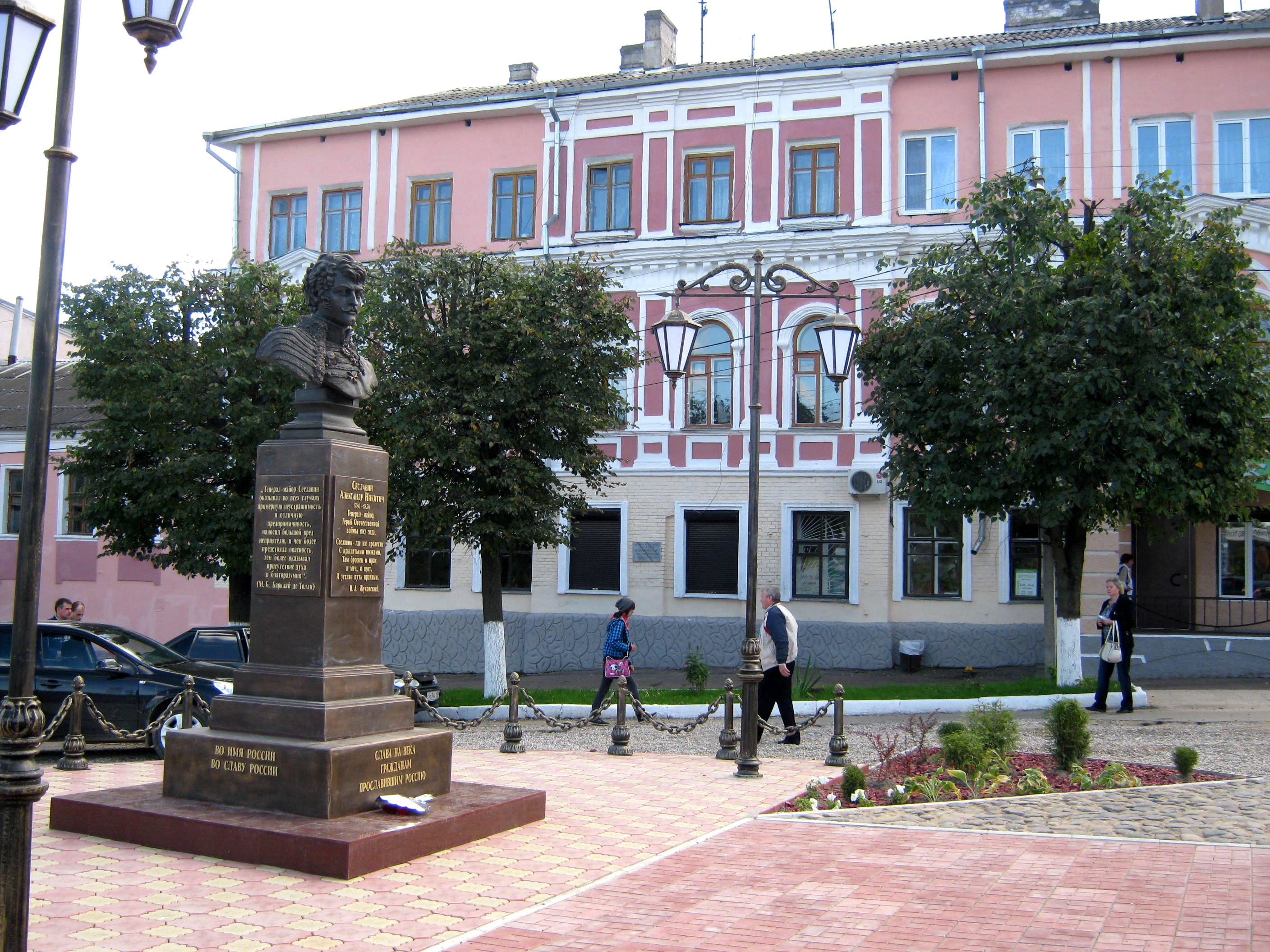
Памятник генералу А. Н. Сеславину во Ржеве

## Награды
- Заслуженный художник Российской Федерации (1 декабря 1994) — за заслуги в области искусства
- Заслуженный художник Кубани
- Орден Святой Анны III степени (указ № 4/АII-АIII-2011 от 28.02./13.03.2011 г., грамота № 21/АIII-2011 г., Мадрид, Российский императорский дом в эмиграции) — в воздаяние заслуг перед Отечеством и Российским Императорским Домом и во свидетельство особого Нашего благоволения[10];
- Крест «За заслуги перед казачеством»;
- Серебряная медаль и орден «За заслуги перед искусством» Российской академии художеств[11].